# Ascanio della Corgna
Ascanio della Corgna (Perugia, 31 luglio 1514 – Roma, 3 dicembre 1571) è stato un nobile e condottiero italiano.
Fu il primo marchese sovrano di Castiglione del Lago, dal 1563, per otto anni.

## Biografia
Nacque dal nobile perugino Francesco (detto Francia) di Berardo della Corgna e madonna Giacoma Ciocchi del Monte, sorella del cardinale Giovanni Maria, futuro papa Giulio III.
Governò il marchesato di Castiglione del Lago, di Castel della Pieve e del Chiugi dal 19 novembre 1563 al 3 dicembre 1571, dopo aver amministrato il territorio, come vicario, dal 1550.
È considerato uno dei più illustri personaggi della sua epoca, distintosi in molti campi.
Capitano di ventura, maestro d'armi, ingegnere militare, fu spadaccino imbattuto (famoso il duello, a Pitigliano, con il nobile fiorentino Giovanni Taddei - 26 maggio 1546 -, immortalato nel 1574 dal Pomarancio negli affreschi del palazzo di Castiglione del Lago) e il più forte torneista della sua epoca.
Le sue temerarie imprese gli costarono la perdita dell'occhio destro: l'incidente si verificò nel 1536 durante la battaglia di Casale Monferrato.
Lo stemma di Ascanio era quello dei della Corgna, caratterizzato dalla presenza dell'arbusto di corniolo con i rametti verdi e i frutti rosso scarlatto: nei dintorni del castello di Bastia Corgna, presso Passignano sul Trasimeno, sede gentilizia della famiglia, crescevano infatti questi alberelli da cui prese il nome (nell'antico edificio si possono vedere esempi non sviluppati in pietra del suddetto blasone).

### Marchese di Castiglione del Lago
Fu governatore perpetuo di Castel della Pieve, generale della Chiesa, nominato marchese (Ascanio I) dal papa Pio IV il 19 novembre 1563, fu poi da lui imprigionato a Castel Sant'Angelo, con accuse di delitti, stupri e altri reati. Fu liberato per l'intervento di principi europei perché, come esperto d'armi, il suo aiuto era necessario per liberare Malta dai turchi.
Lo zio Giovanni Maria Ciocchi del Monte fu eletto papa nel 1550 col nome di Giulio III e, per sdebitarsi con la sorella Giacoma che aveva prestato alla Santa Sede una rilevante somma di denaro, le aveva concesso per nove anni il possedimento di Castiglione del Lago e del Chiugi che lei fece gestire dai figli Ascanio e Fulvio.
Morto, però, il pontefice cinque anni dopo, Ascanio ebbe forti contrasti col successore Paolo IV che gli sequestrò il patrimonio. Pio IV lo reintegrò nei suoi domini con il rango di marchese.
Il marchesato di Castiglione del Lago era piccolo ma prestigioso (205 km², 2 500 abitanti circa, 200 nel borgo), incuneato tra il Granducato di Toscana e lo Stato della Chiesa.
Il della Corgna aveva, tra i vari privilegi, il potere di mero et mixto imperio e facoltà di battere moneta.
Guardie feudali del marchese vigilavano sulla sicurezza della famiglia feudataria e controllavano il palazzo, le tre porte del borgo (fiorentina, perugina e senese), i confini e la navigazione nel lago Trasimeno.

Ascanio si dedicò all'abbellimento del palazzo castiglionese (progettato dal Vignola, poi da Galeazzo Alessi, col quale il marchese collaborò) e alla costruzione di altre residenze a Castel della Pieve e a Corciano.

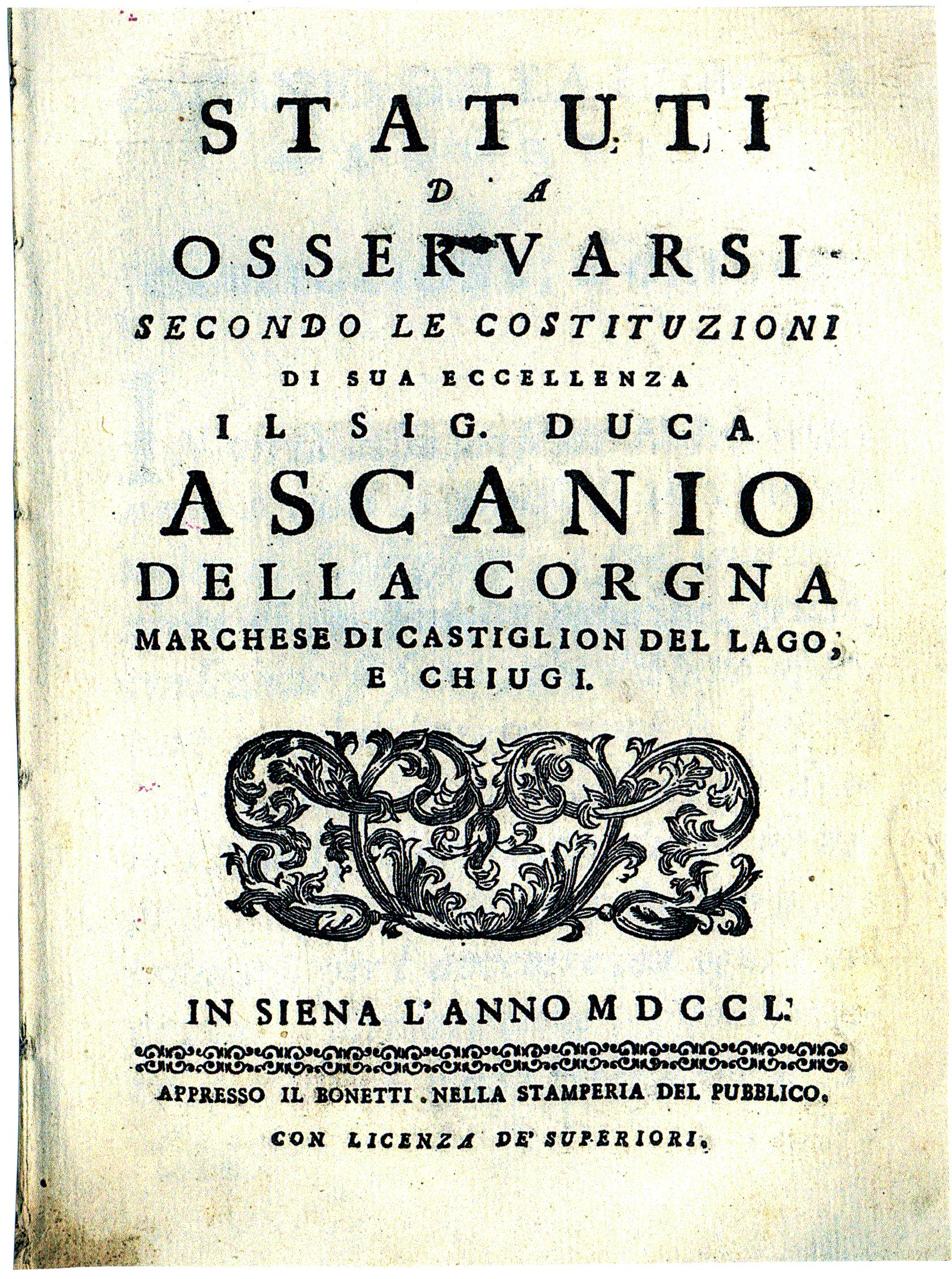
Gli statuti di Ascanio, editi nel 1750 a Siena

Il 7 febbraio 1571 emanò gli statuti del marchesato, divisi in civili e penali, poi completati dal fratello cardinale Fulvio e dal nipote Diomede.
Ascanio soggiornava soprattutto nel palazzo di Castiglione del Lago, ma pure nella residenza di Perugia, nel castello di Bastia Corgna (culla ancestrale della famiglia) e nel casino di caccia (ora palazzo Dini) a Gioiella, sulle colline ad ovest del Trasimeno.
Il marchese fece realizzare intorno al palazzo marchionale dei magnifici giardini, assai rinomati all'epoca e celebrati in un'opera di Cesare Caporali (Gli Orti di Mecenate) e in una lettera del segretario di corte Scipione Tolomei: il ciclo di affreschi tardo-manieristi sarà poi commissionato dal successore Diomede, al Pomarancio e a Salvio Savini (che dipinse nel piano terreno le "esoteriche" storie del mondo alla rovescia) proprio per celebrare le gesta dello zio. Questi aveva ideato un nuovo impianto urbanistico per il borgo, basato sul numero tre, e lo fece attuare da Galeazzo Alessi su precedenti studi del Vignola.
Ascanio rese, inoltre, possibile nel marchesato una moderna riforma agraria che fornì occasioni di lavoro anche a non castiglionesi che però avevano l'obbligo di risiedervi.
Il marchese aveva sposato Giovanna Baglioni, della stirpe di Malatesta I, signore di Perugia: non ebbero eredi e Ascanio scelse come successore il nipote Diomede, figlio di sua sorella Laura e di Ercole Arcipreti della Penna, che aggiunse al proprio il cognome della Corgna.

### La battaglia di Lepanto e morte di Ascanio
Alla fine del 1571, durante il rientro dalla battaglia di Lepanto (aveva partecipato alla liberazione di Malta dall'assedio turco e conosciuto Miguel de Cervantes), la forte fibra del della Corgna - per il freddo patito in mare - cedette ad alte febbri: fu deciso per prudenza, onde consultare i medici e riposare, di fermarsi a Roma, dove, il 3 dicembre, all'età di 57 anni, morì nel palazzo Salviati alla Lungara, dimora del cardinale Fulvio suo fratello. La salma fu imbalsamata, ricoperta da un drappo in fili d'oro e portata a Perugia, con un sontuoso funerale, e tumulata nella cappella di Sant'Andrea (disegno del Vignola) della chiesa di San Francesco al Prato, dove tuttora riposa. Nella cripta della suddetta cappella (ubicata presso l'altare maggiore e non più esistente per i crolli sofferti dal tempio), furono sepolti tutti i della Corgna, ad eccezione di tre consorti e dell'ultimo duca Fulvio II, la cui tomba si trova, vicino a quella del poeta bernesco Cesare Caporali, nell'oratorio del Salvatore, presso la chiesetta di San Domenico a Castiglione del Lago.
Il busto di Ascanio, che si può sempre ammirare nel palazzo dei Priori a Perugia e di cui esiste una copia nella residenza corgnesca di Castiglione, era un tempo collocato sul sepolcro della famiglia, nella chiesa perugina di San Francesco al Prato, ora sconsacrata, un tempo Pantheon dei personaggi illustri della città.
Il porporato Fulvio Giulio della Corgna, invece,  seppellito a Roma nella basilica di San Pietro in Montorio, in prossimità dell'artistica cappella dei nonni Ciocchi del Monte, genitori della madre Giacoma e dello zio papa Giulio III.
Scomparso il 12 dicembre 1647 il duca Fulvio II, figlio di Ascanio II e nipote di Diomede, si estinguerà il ducato castiglionese, riassorbito nello Stato Pontificio.

## Galleria d'immagini

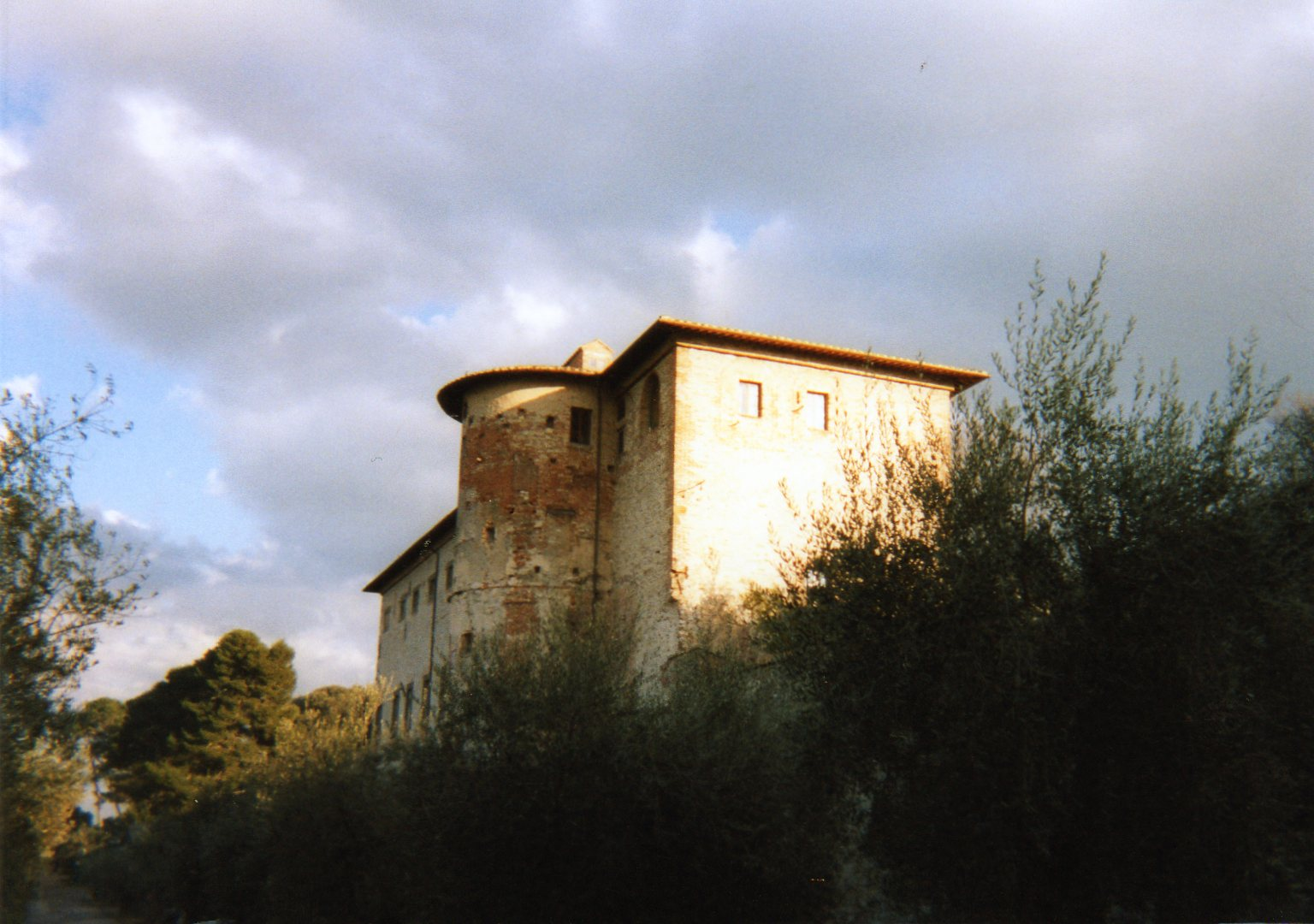
Il palazzo di Castiglione (lato lago)
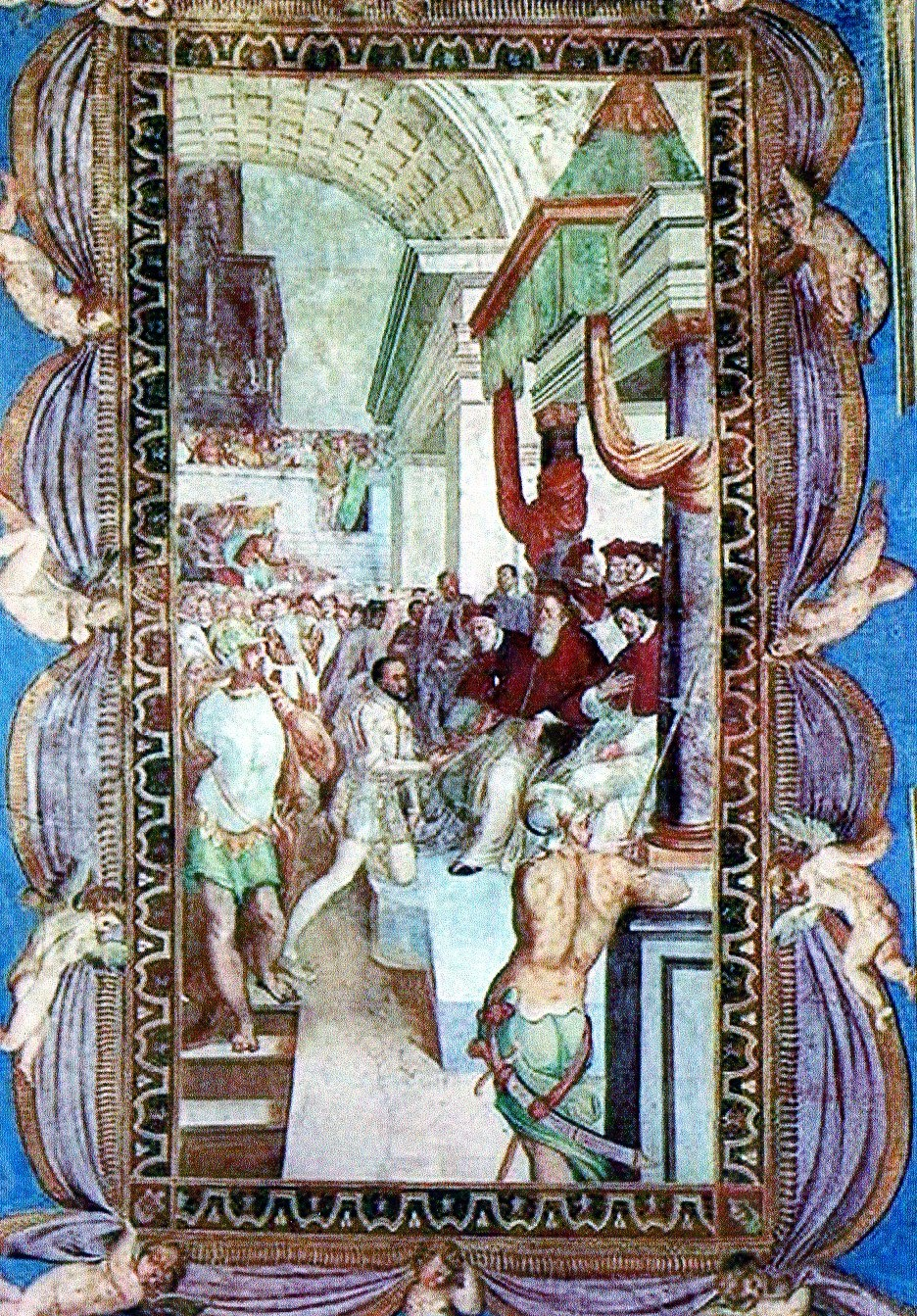
Ascanio e lo zio Giulio III, dipinto del Pomarancio (palazzo di Castiglione)